# Robert Platek
Robert Platek (Arlington, 18 maggio 1964) è un imprenditore e dirigente sportivo statunitense.
Specializzato nell'amministrazione di fondi e nell'analisi finanziaria, è anche proprietario di diversi club calcistici europei

## Biografia
Di famiglia polacca e laureatosi nel 1986 alla Rutgers University, fu dapprima analista finanziario per varie aziende statunitensi e nel 2002 entrò in MSD Capital, finanziaria nota per amministrare i fondi Dell.
Grande appassionato di calcio, è proprietario di  club europei tra cui il portoghese Casa Pia